# Ptychadena pumilio
Espèce
Synonymes
- Rana pumilio Boulenger, 1920

Statut de conservation UICN

 LC  : Préoccupation mineure
Ptychadena pumilio est une espèce d'amphibiens de la famille des Ptychadenidae.

## Répartition
Cette espèce est endémique du centre de l'Afrique. Elle se rencontre au Bénin, au Burkina Faso, au Cameroun, en Côte d'Ivoire, en Éthiopie, au Mali, au Nigeria, en République centrafricaine, en République démocratique du Congo, au Sénégal et en Sierra Leone,.

## Description
Ptychadena pumilio mesure de 25 à 32 mm pour les mâles et de 25 à 36 mm pour les femelles.

## Publication originale
- Boulenger, 1920 : Descriptions of three new frogs in the collection of the British Museum. Annals and Magazine of Natural History, sér. 9, vol. 6, p. 106-108 (texte intégral).